# Richard Heintz
Pour les articles homonymes, voir Heintz.
Richard Heintz, né le 25 octobre 1871 à Herstal, et mort le 26 mai 1929 à Sy (commune de Ferrières), est un peintre impressionniste belge, surnommé "Le Maître de Sy" ou encore "Le Maître sans école".
C'est le peintre paysagiste du massif ardennais : il peut être considéré comme l'un des artistes liégeois les plus importants de sa génération.

« Je ne vis que pour peindre cette si belle et si difficile nature ; n'est-ce point là ma seule raison d'être ? »

— Richard Heintz, 1915

## Biographie
Richard Heintz vit à Liège avec sa famille, puis à Gand où il apprend le flamand avec son cousin aquarelliste et aquafortiste et est inscrit à l'Académie de Gand en 1886. Après des études inachevées à l'académie royale des beaux-arts de Liège (où il est l'élève d'Adrien de Witte et d'Émile Delperée), il travaille, à partir de 1892, à la restauration des tableaux anciens du collectionneur liégeois Adolphe Eymael dans ses hôtels particuliers du Mont Saint-Martin (ancien hôtel des Comtes de Méan) et de la place Saint-Jean (actuellement place Xavier Neujean). Boursier de la fondation Lambert Darchis , il séjourne à Rome de 1906 à 1912. Dès son retour, il s'installe à Sy et peint beaucoup. Il épouse en 1926 Madeleine Orban et vit de 1926 à 1929 à Nassogne, où il était venu la première fois en 1895. Il décède inopinément au bord de l'Ourthe, au pied du rocher du Sabot, le 26 mai 1929 sur la rive droite sous Verlaine-sur-Ourthe faisant partie à cette époque de la commune de Tohogne. Une plaque commémorative y a été placée. Le décès fut toutefois acté à Sy. La plaque commémorative reprend le texte suivant : AU PIED DE CE ROCHER RICHARD HEINTZ LE MAÎTRE DE SY ET LE PEINTRE DE L’ARDENNE EST MORT SUBITEMENT – LE 26 MAI 1929 – DANS SA CINQUANTE HUITIEME ANNÉE.

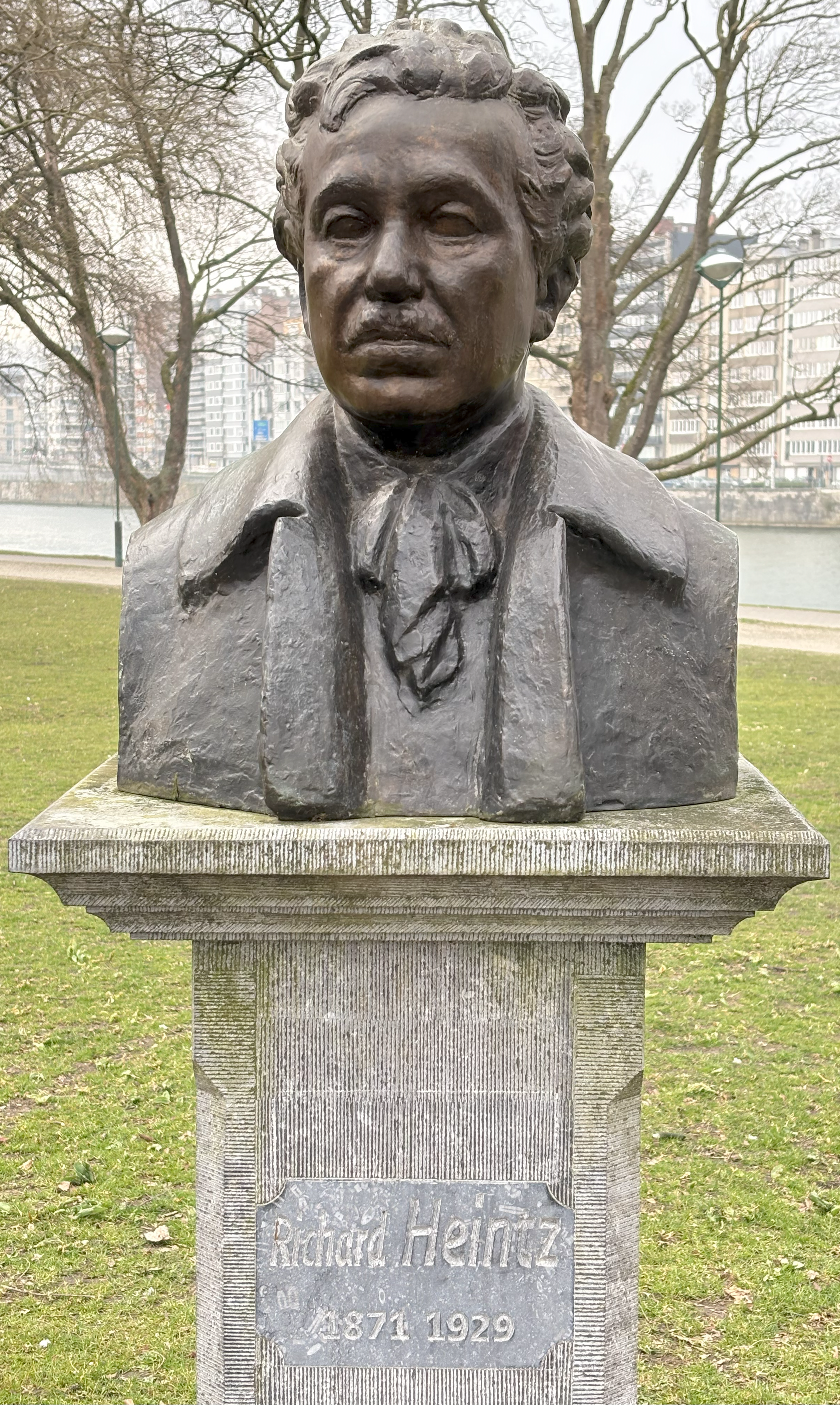
Monument Richard Heintz, par le sculpteur Louis Dupont, dans la roseraie du parc de la Boverie, à Liège.

Bien qu'il n'ait jamais été professeur, il influença notablement nombre d'artistes-peintres de l'école liégeoise du paysage, à commencer par Fernand Ponthier et son ami de toujours Aristide Capelle.
Son grand concurrent de son vivant fut Xavier Wurth, autre fleuron de l'école liégeoise du paysage.
Il exposa en compagnie de Luc Lafnet et Margueritte Radoux, fréquenta Léon Philippet et Georges Petit à la Fondation Darchis à Rome...

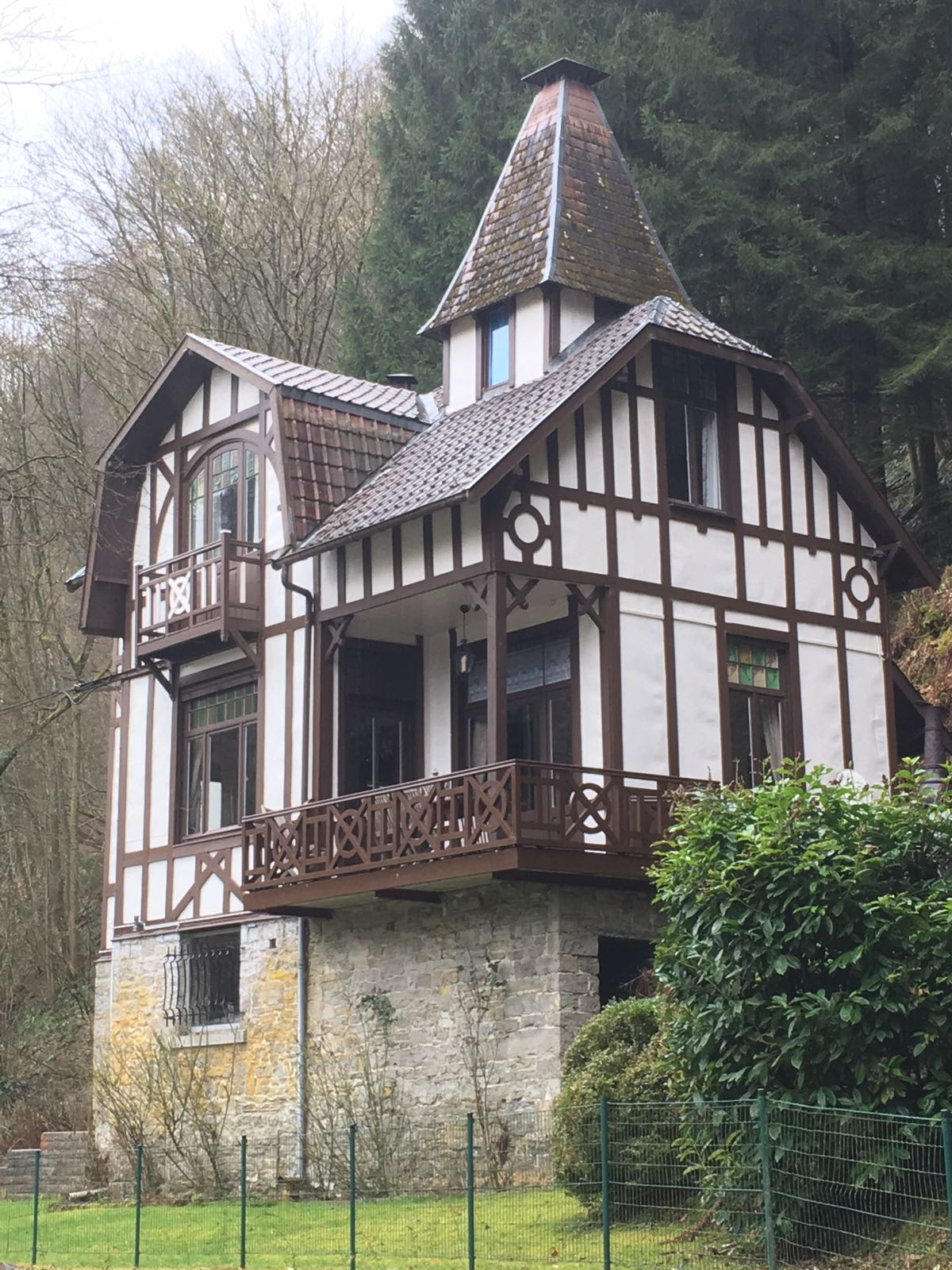
Maison de Richard Heintz à Verlaine-sur-Ourthe

### Œuvres: chronologie
- 1892 : La ferme, collection privée.
- 1893 : Le séchage du linge-1893, collection privée.
- 1894 : séjour à Tegernsee, en compagnie de l'écrivain Paul Gérardy.
  - Sous-bois (après la pluie), Sauheid, collection privée.
  - Fermette, collection privée.
  - Paysage à Tegernsee, aquarelle, au cabinet des estampes et des dessins de la Ville de Liège.
  - Le vol d'oies à Tegernsee, collection privée.
  - Matin, brouillard, Sy, collection privée.
- 1895 : Impression. Effet de neige par une belle journée de février 1895 (Vue prise à Sy), collection privée.
- 1895 la maison d'Eugenie Dizier
- 1896 : Colonstère-Impression, collection privée.
- 1897 :
  - Horizons, collection privée.
  - Strivay près d'Esneux, collection privée.
- 1899 : 
  - Sous-bois-1899, collection privée.
  - Neige à Sy, collection privée.
- 1900 : 
  - Le moulin de Rothem, collection privée.
  - Dégel au bois d'Angleur, collection privée.
  - Neige à Sy, collection privée.
- 1902 :
  - Vallée, collection privée.
  - L'église de Verlaine, collection privée.
  - L'église
- 1903 : Le rocher du Sabot à Sy, collection privée.
- 1904 : L'Ourthe à Hamoir-Lassus, collection privée.
- 1905 :
  - Liège - exposition 1905, collection privée.
  - La Roche Noire à Sy, au Musée des beaux-arts, à Liège.
  - La vieille église de Xhignesse, eau-forte, au Famenne & Art Museum, à Marche-en-Famenne[1].
- 1906 : Sy-1906, collection privée.
- 1907, août : San Giovanni del Toro (Ravello), collection privée.
- 1908 :
  - La piazetta de Venise, collection privée.
  - Le palais des doges à Venise, au Musée des beaux-arts, à Liège.
- 1913 :
  - Les grandes eaux à la roche noire, Sy-hiver 1913, collection privée.
  - Ortho, collection privée.
- 1914 :
  - Inondation à Sy en 1914, collection privée.
  - La maison Sarton à Our, collection privée.
- 1915 : Vers le soir, Sy, collection privée.
- 1916 :
  - Effet de soir à Sy, collection privée.
  - Chaumière à La Gotale, collection privée.
  - À Lesse, collection privée.
  - À Bra s/Lienne, collection G.Anciaux.
- 1917 : Paysage des Fagnes, collection privée.
- 1918 : Matin d'avril à Hony, collection privée.
- 1919 : La ferme, collection privée.
- 1921 : Portrait d'Aristide Capelle.
- 1922 : Crépuscule, Chiny-novembre 1922, collection privée.
- 1923 : La roche aux corneilles à Sy, collection privée.
- 1925 :
  - Sy, collection privée.
  - Matin à Sy, collection privée
  - La Roche noire, collection privée.
  - Le rocher du Sabot à Sy, collection G. Anciaux.
- 1926, février : Le cap Ferrat, collection privée.
  - La maison d'un belge à Catignac, collection privée
- 1927 : Brouillard et givre, au Musée des beaux-arts, à Liège.
- 1928 :
  - La Roche Noire, au Musée des beaux-arts, à Liège.
  - La chaumière Mathieu à Sy, collection privée.
  - La Lesse à Transinne, collection privée.
  - La ferme Colas à Nassogne-janvier 1928, collection privée.
- 1929 : Printemps à Sy

## Galerie
Voici une promenade dans l'univers pictural de Richard Heintz, la chronologie des œuvres permet de se rendre compte de l'importante évolution de l'artiste.

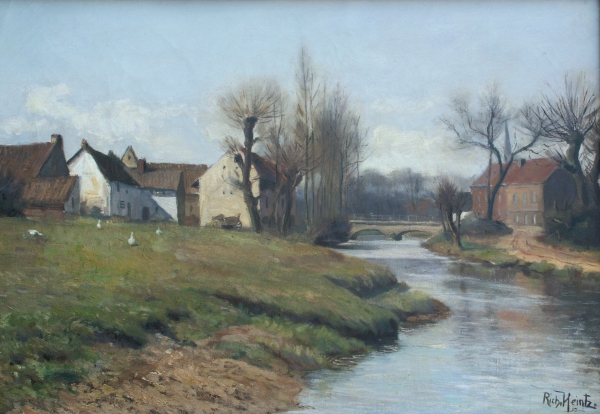
La ferme (1892)
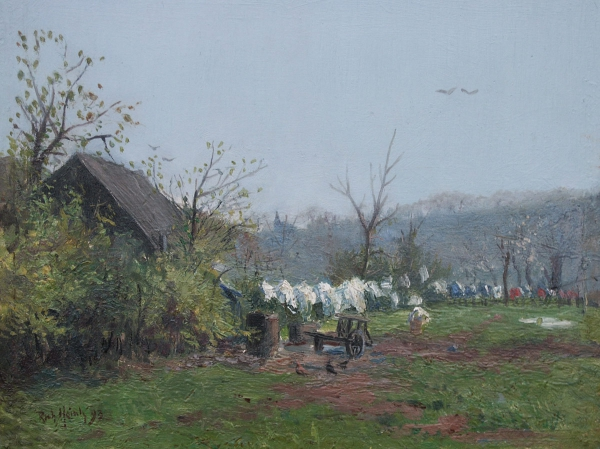
Le séchage du linge (1893)
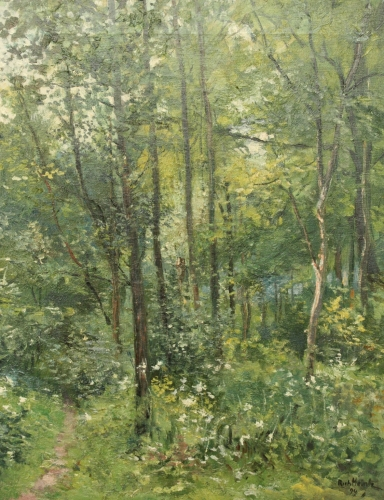
Sous-bois, après la pluie, Sauheid (1894)
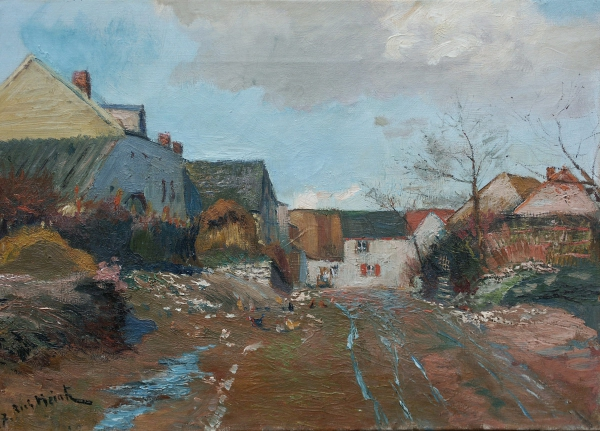
Strivay près d'Esneux (1897)
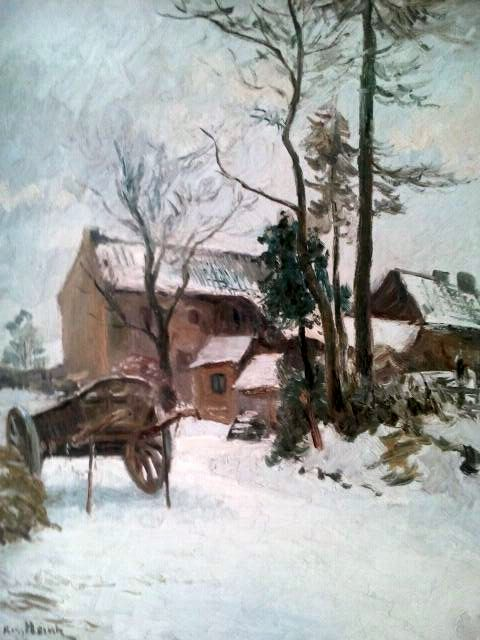
Neige à Sy (1899)
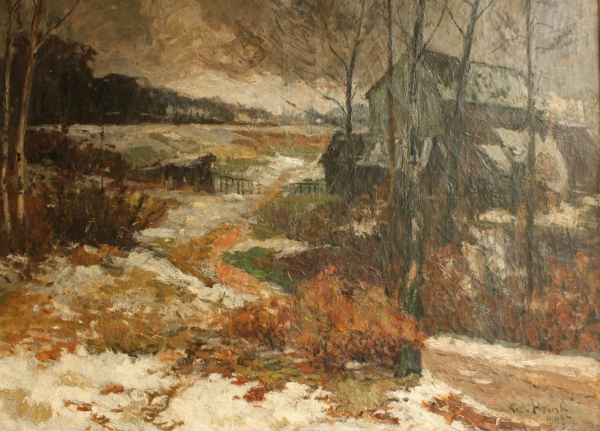
Dégel au bois d'Angleur (1900)
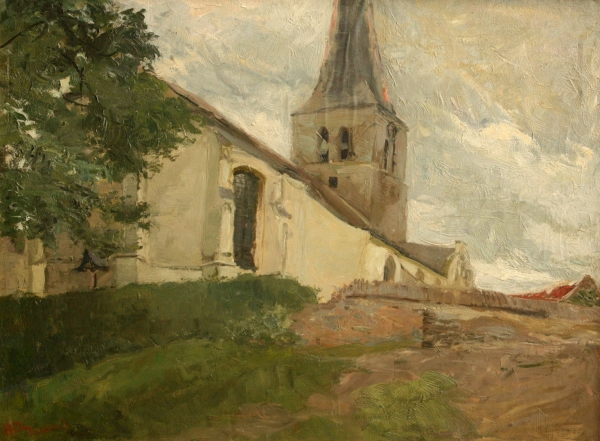
L'église (1902)
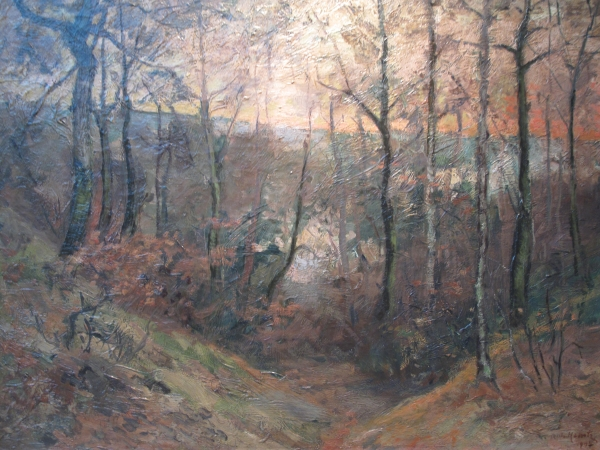
La Meuse vue du Sart-Tilman (1904)
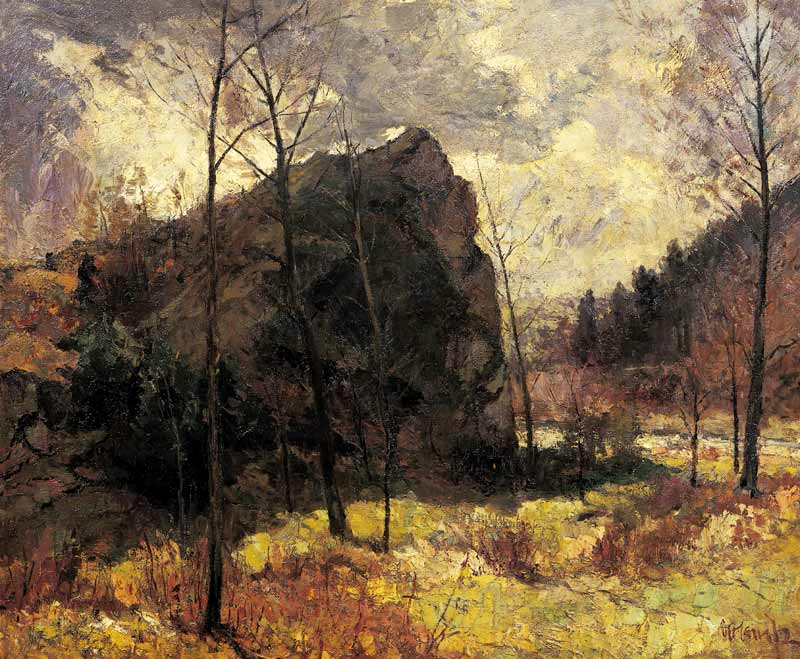
La Roche Noire (1905)
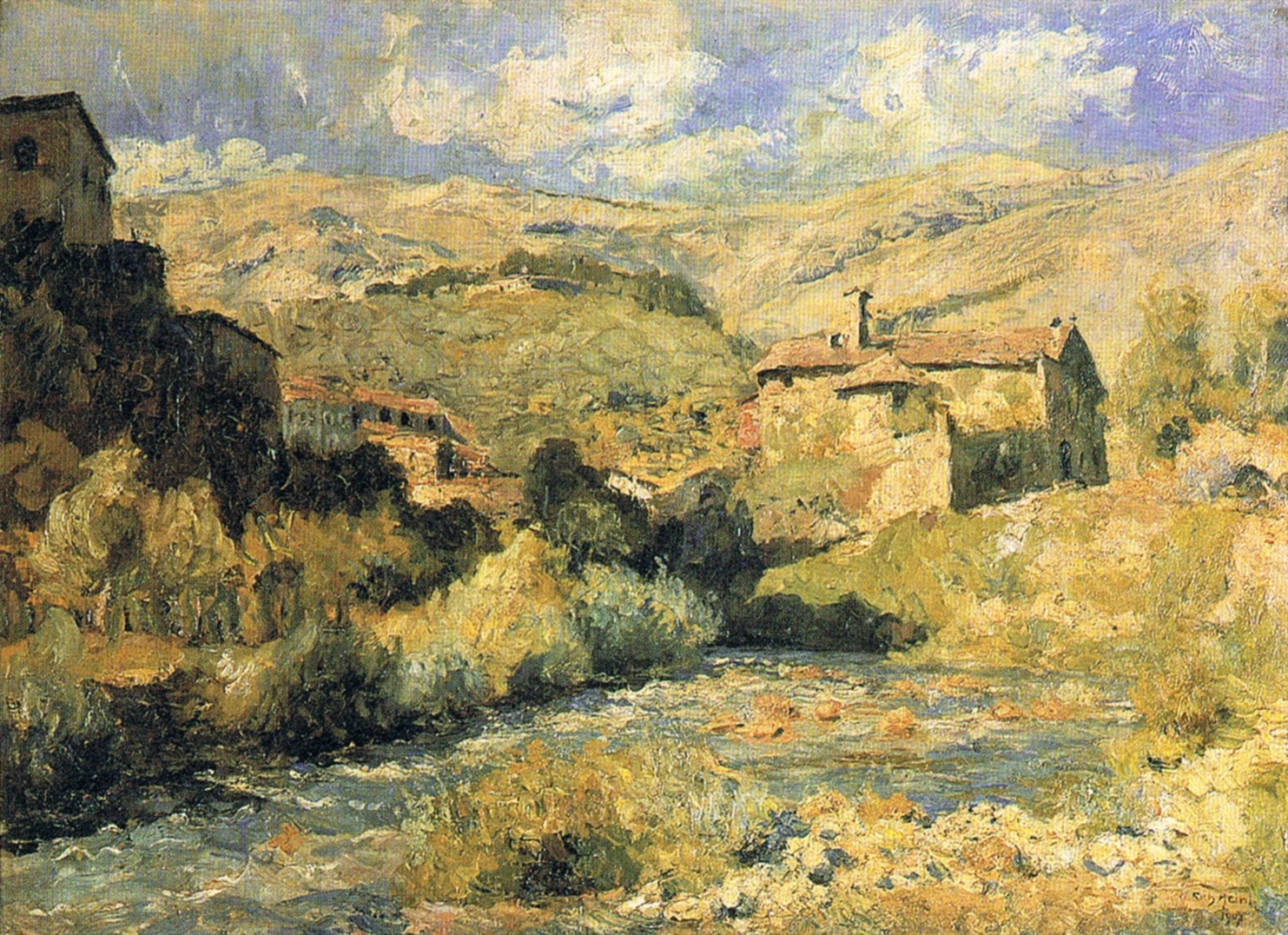
L'hospice des pauvres à Subiaco (1907)
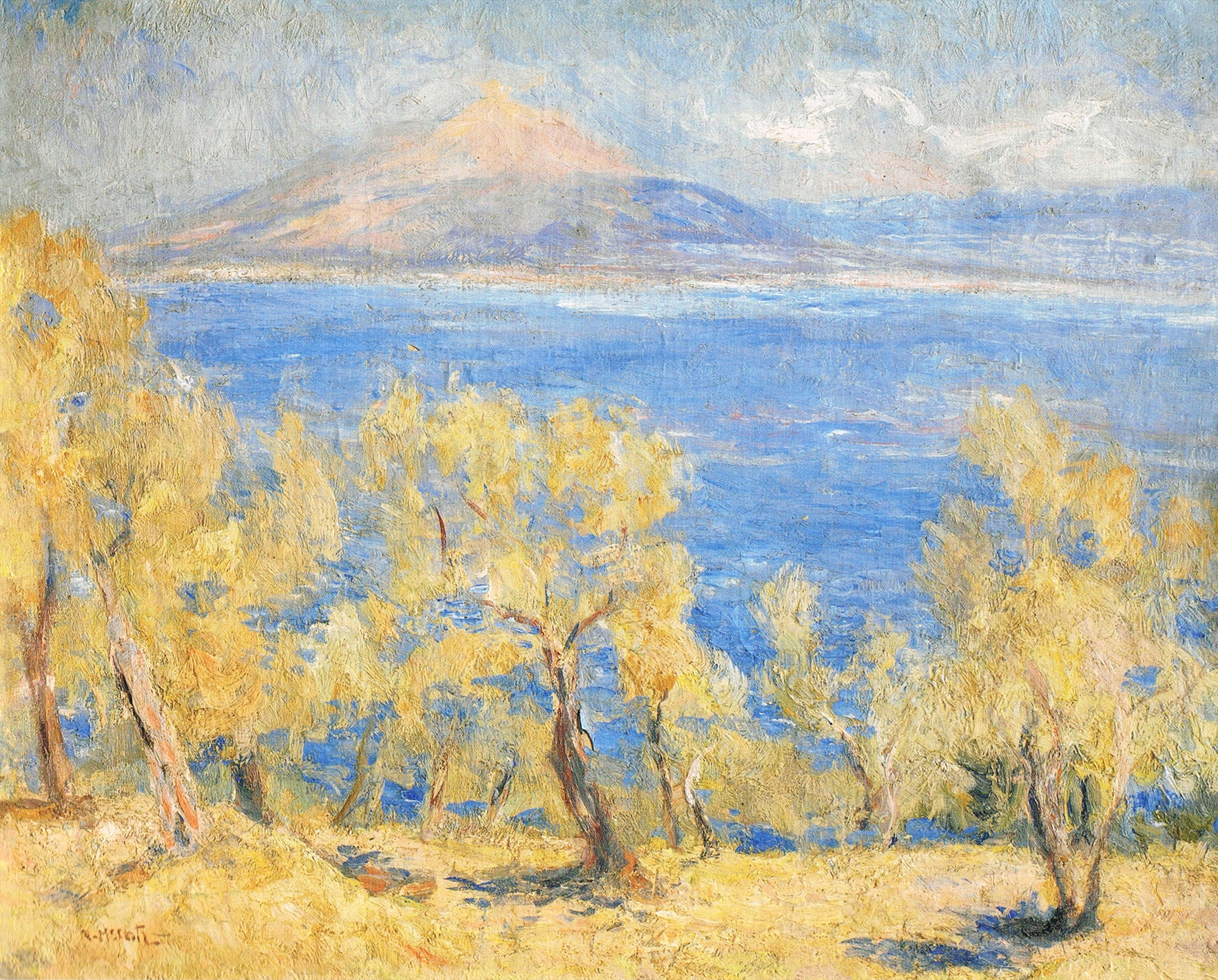
Le Vésuve vu de Sorrente (1907)
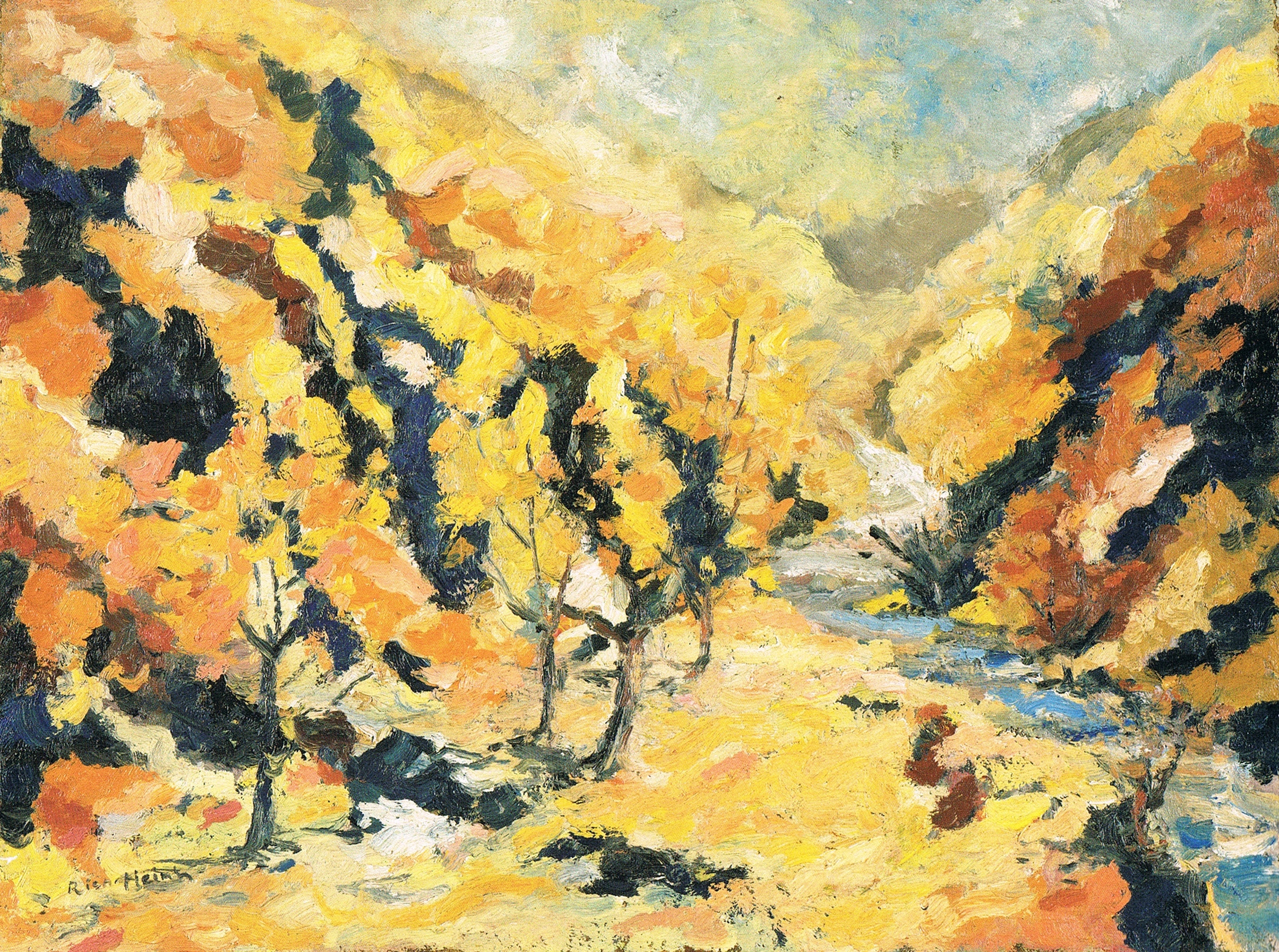
Soleil à Subiaco (1907)
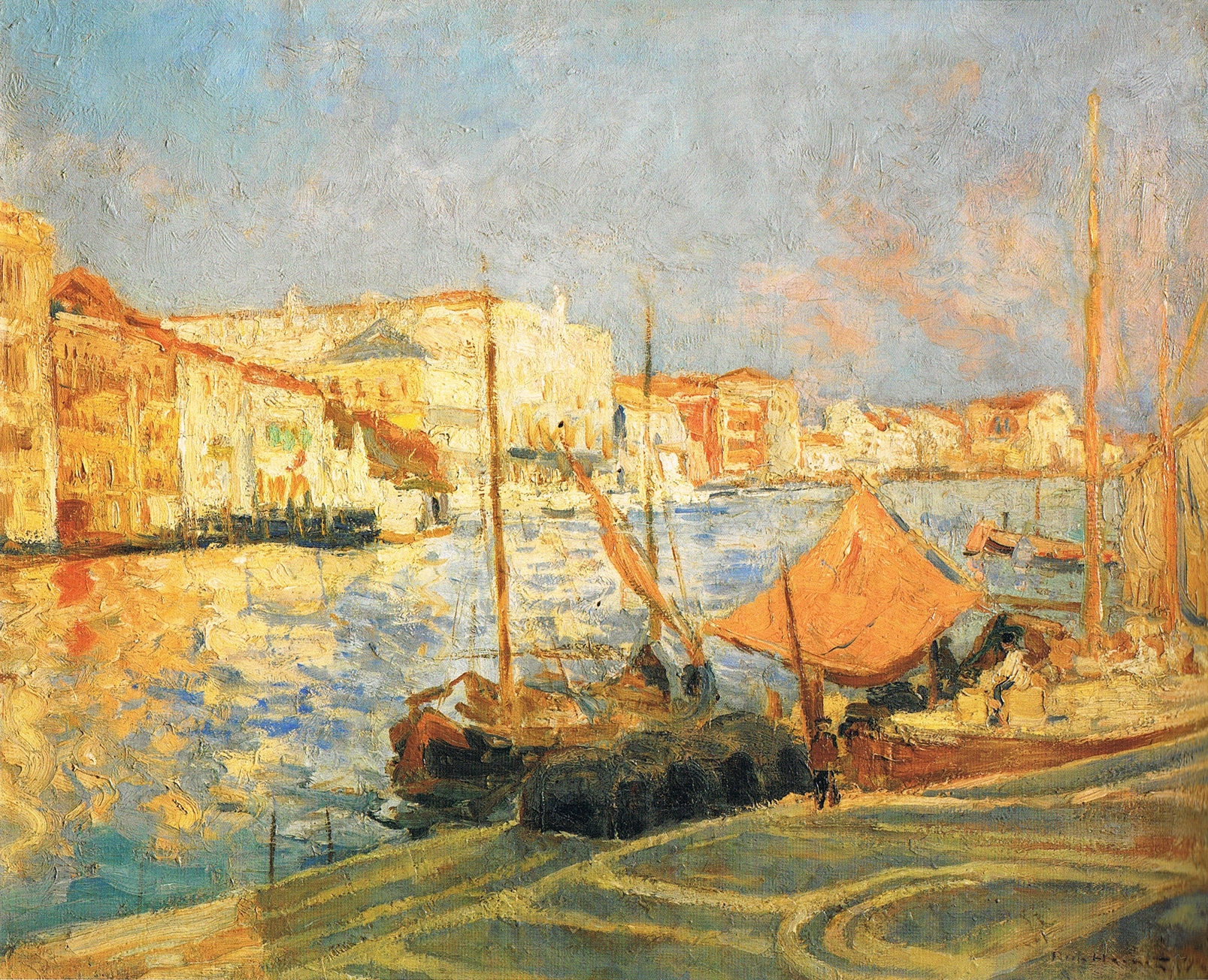
Le Grand Canal à Venise (1908)
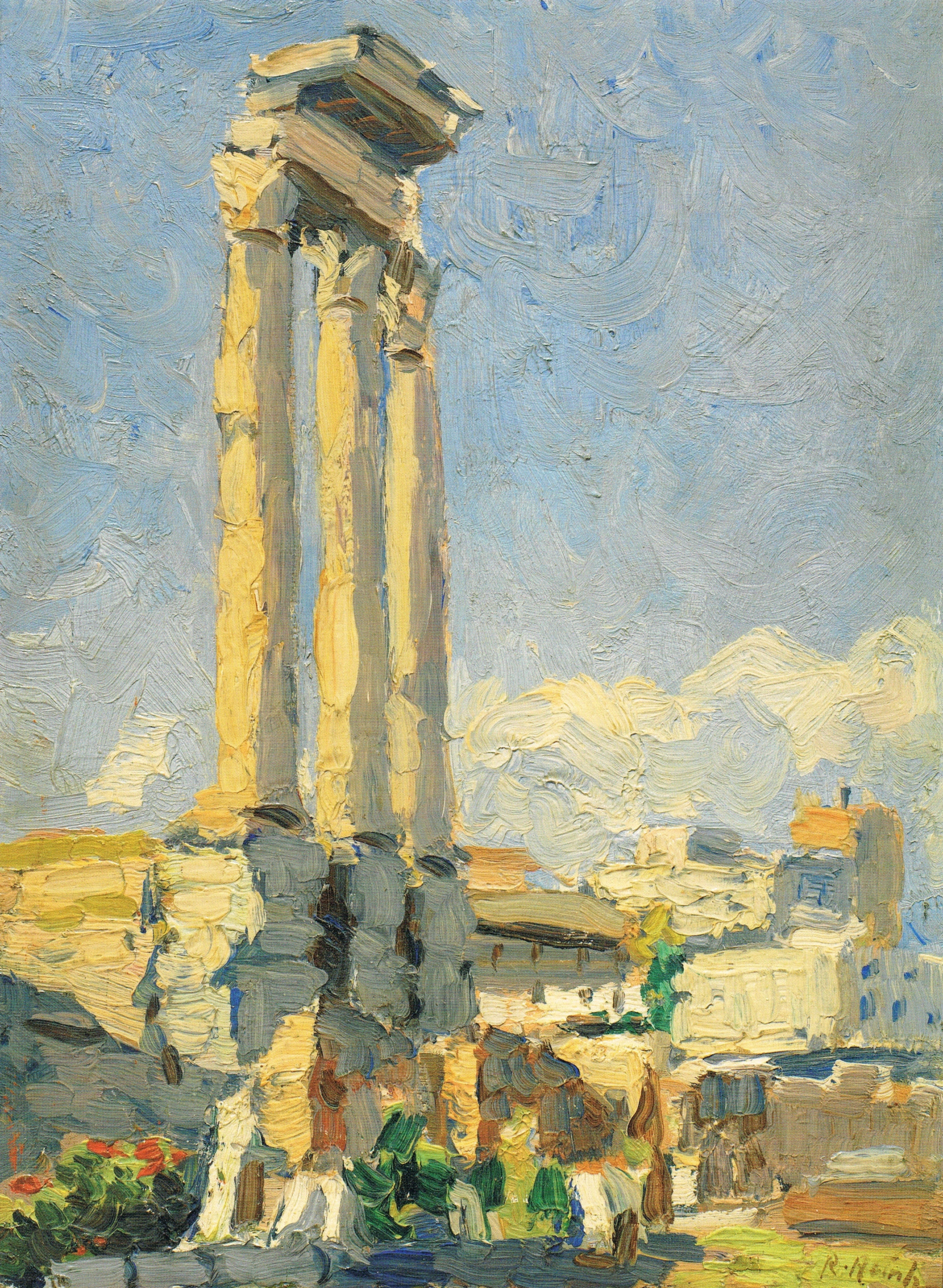
Le temple de Castor et Pollux à Rome (1912)
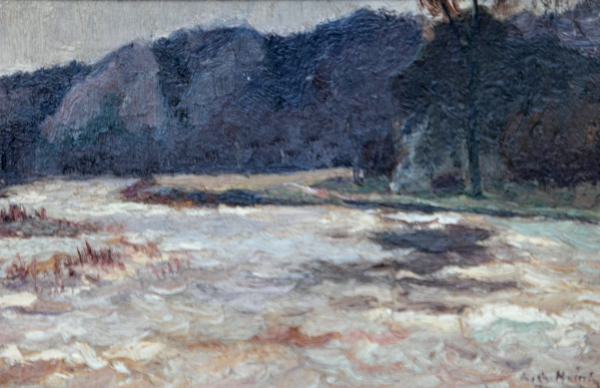
Les grandes eaux à la roche noire,hiver (1913)
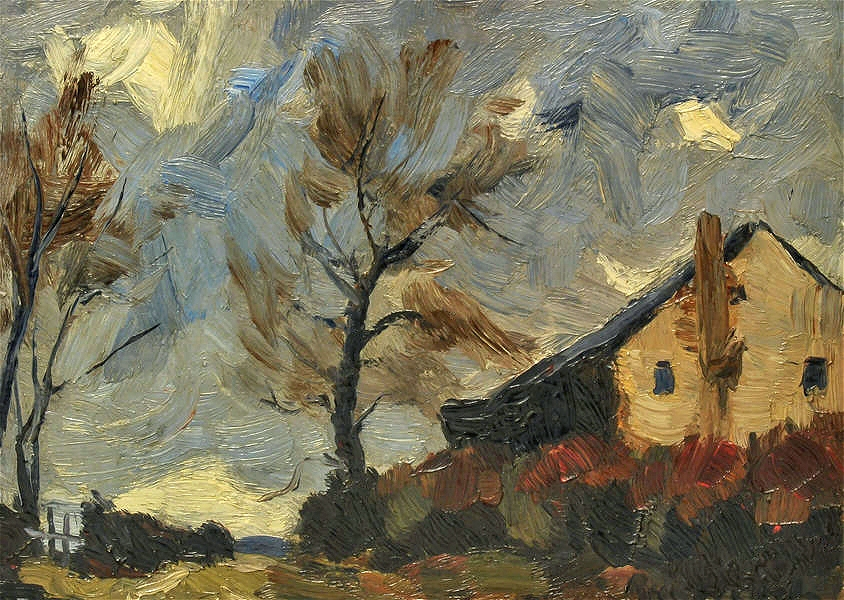
Temps venteux
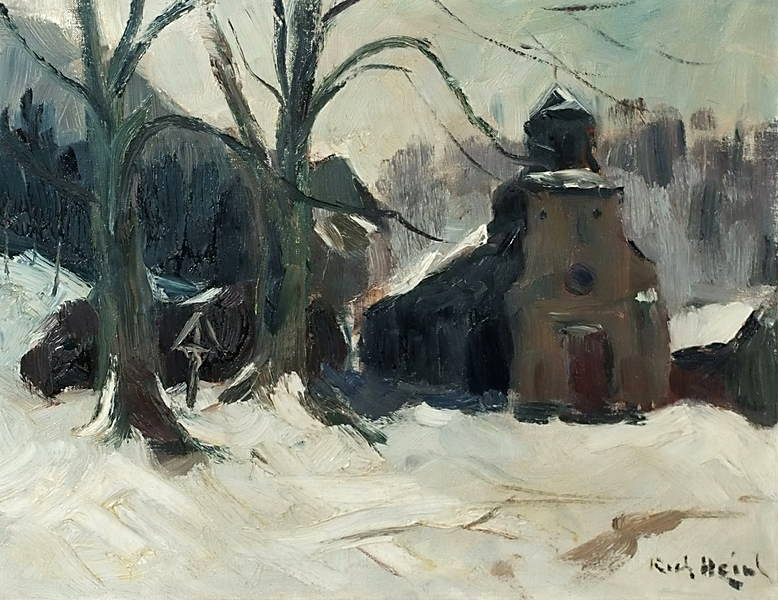
La chapelle de Sy
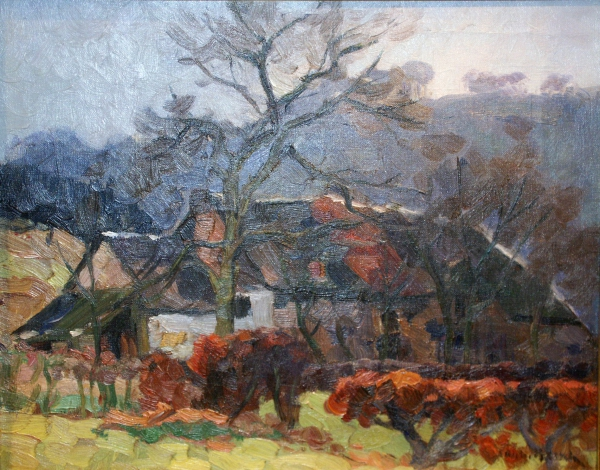
Vers le soir, Sy (1915)
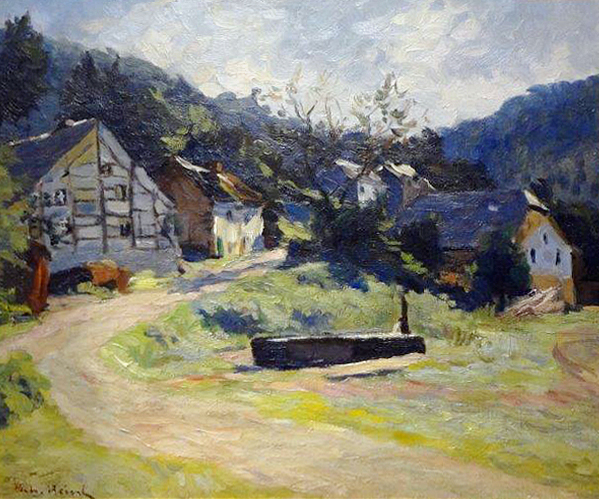
Lesse  (1916)
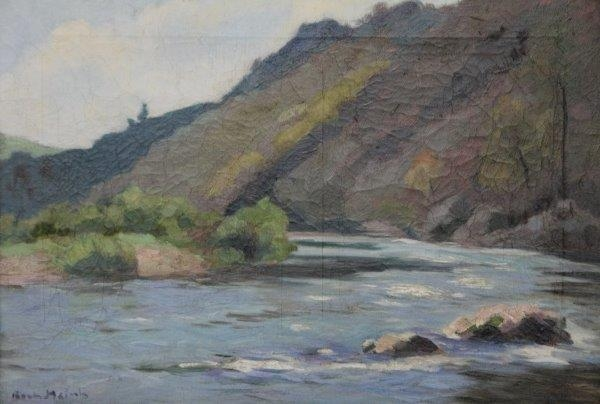
Matin d'avril à Hony (1918)
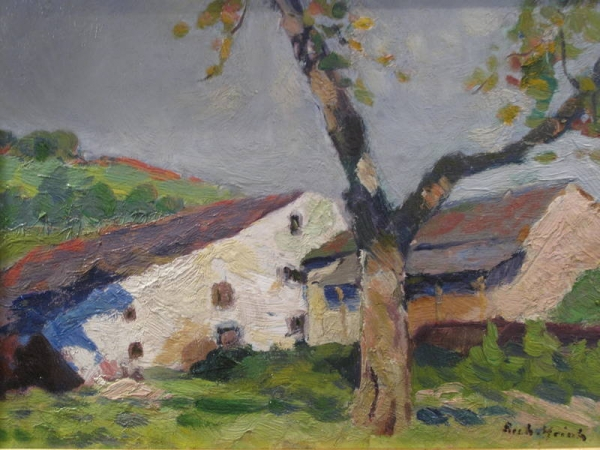
La ferme (1919)
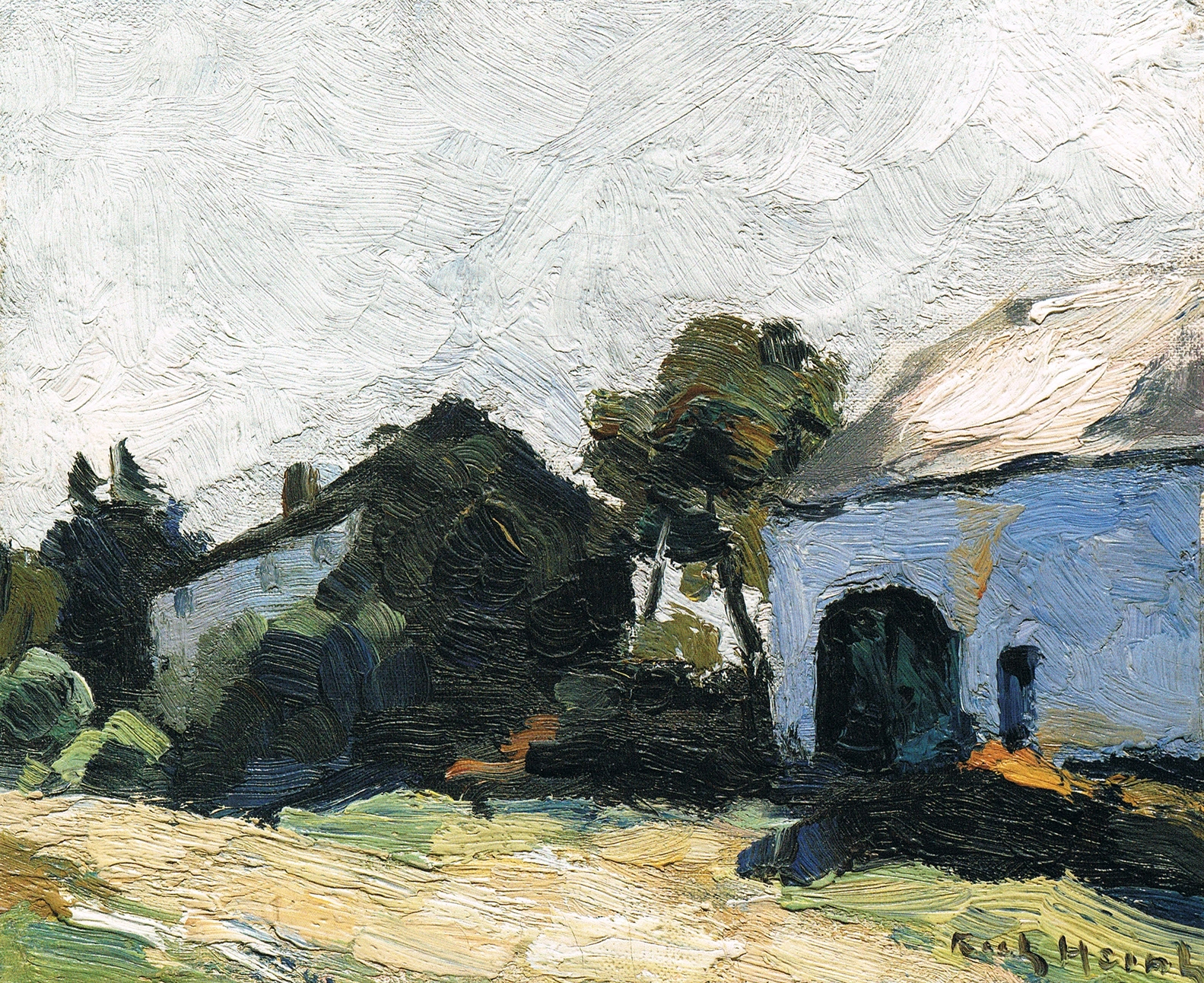
Maisons à Chiny (1921)
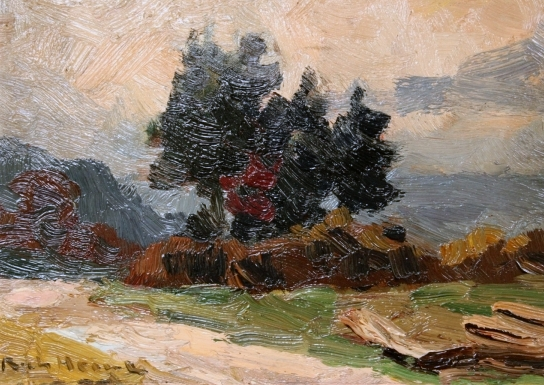
Crépuscule, Chiny (1922)
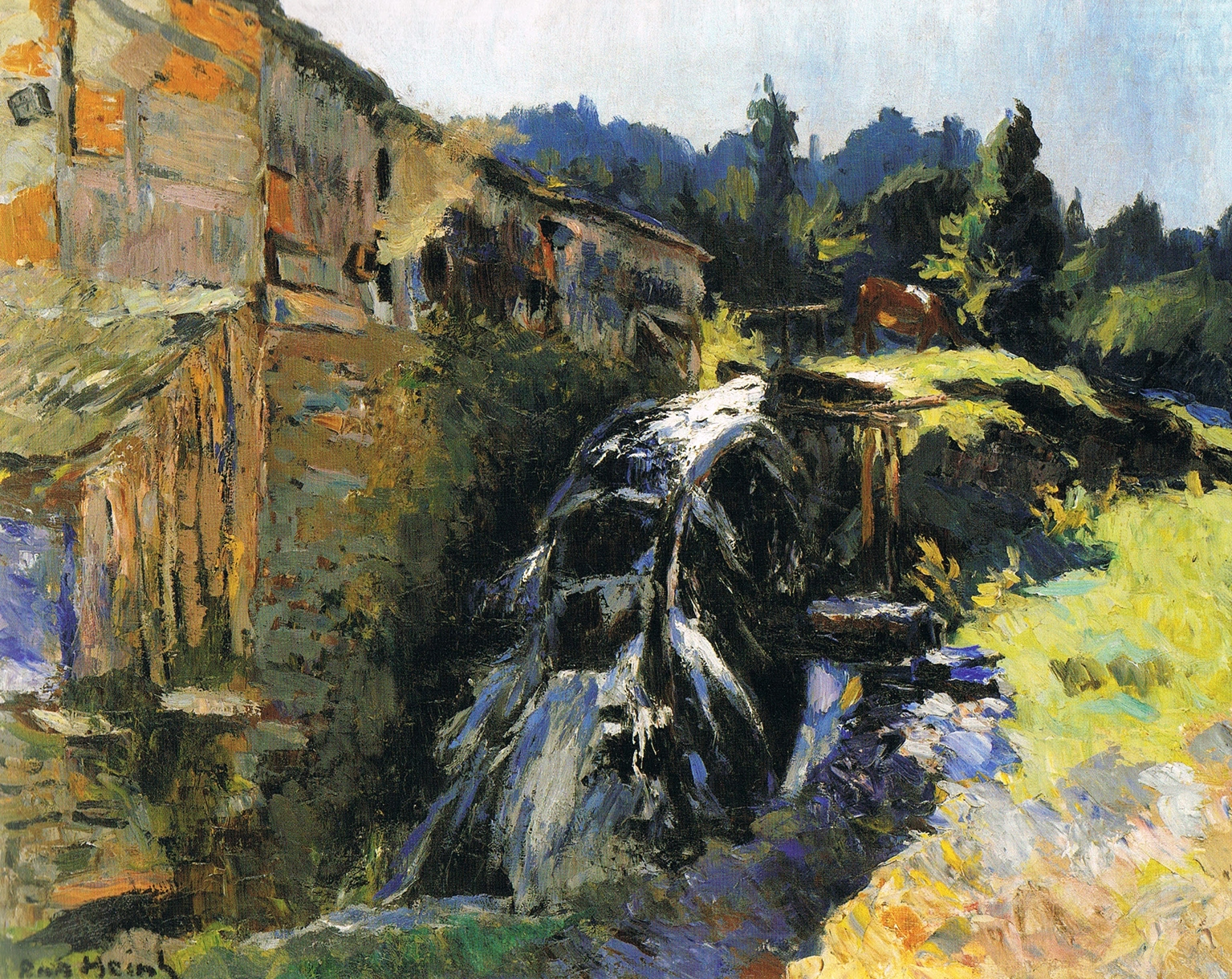
Le moulin de Molhan
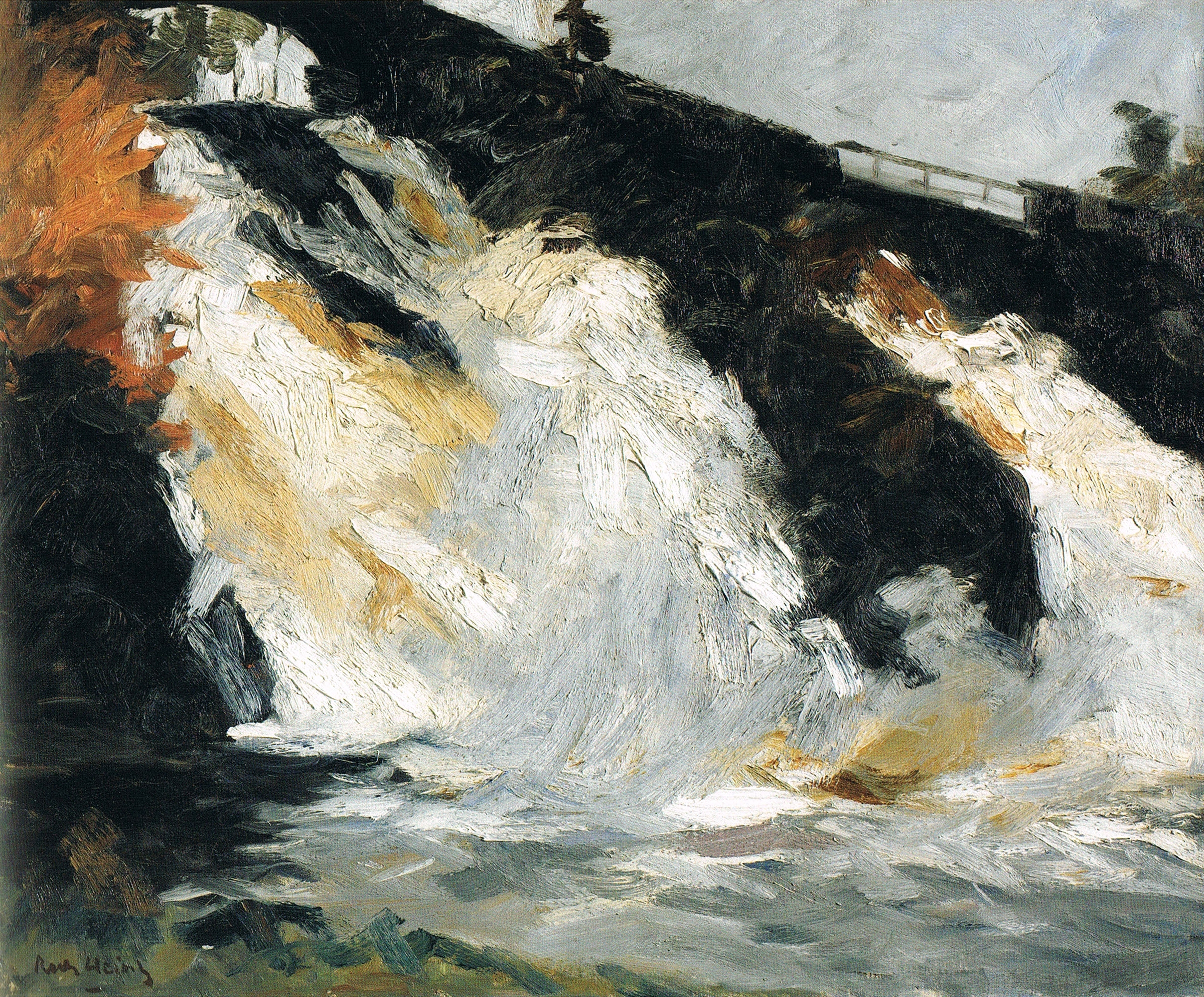
La cascade de Coo (1925)
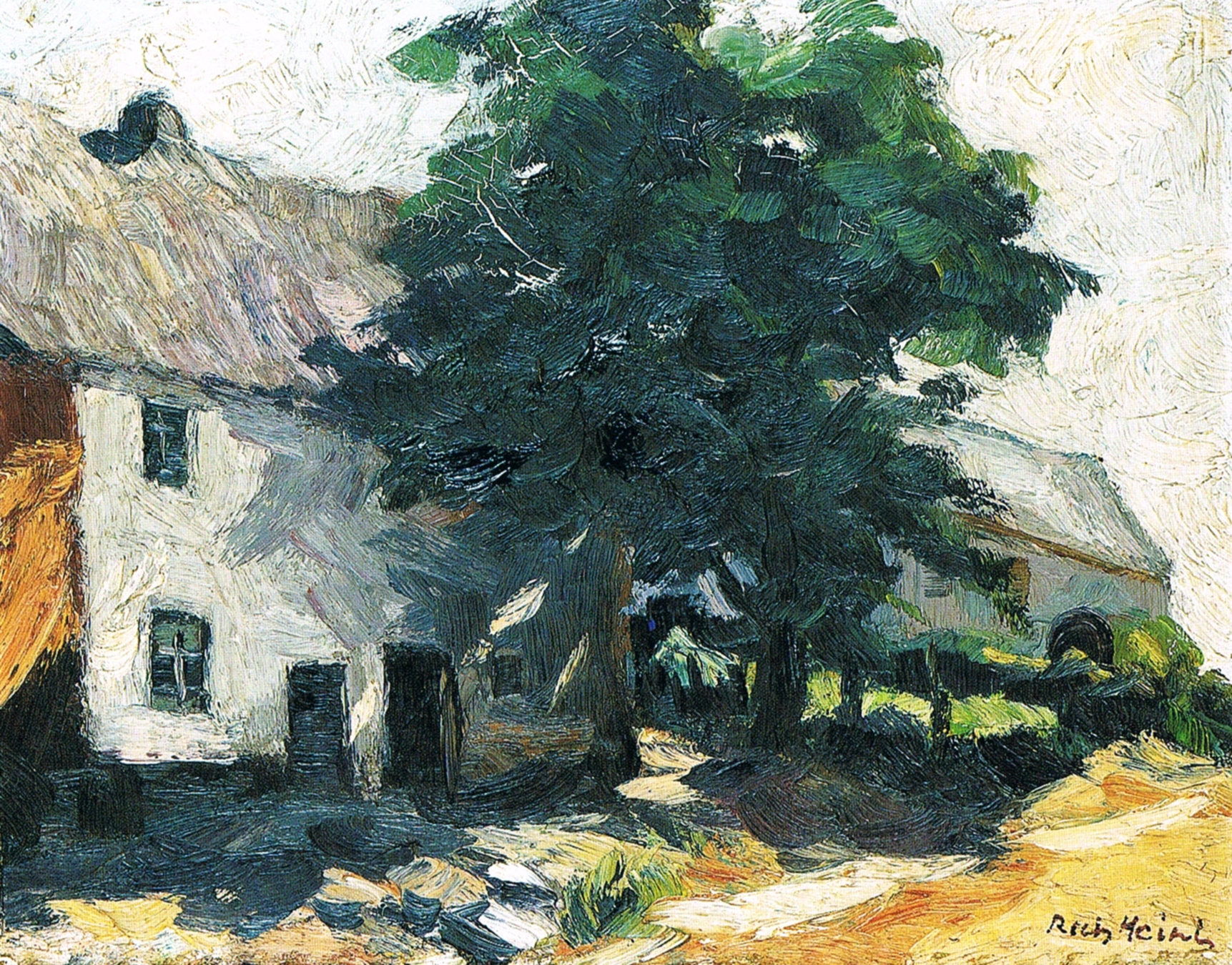
La chaumière Marcanette à Nassogne (1926)
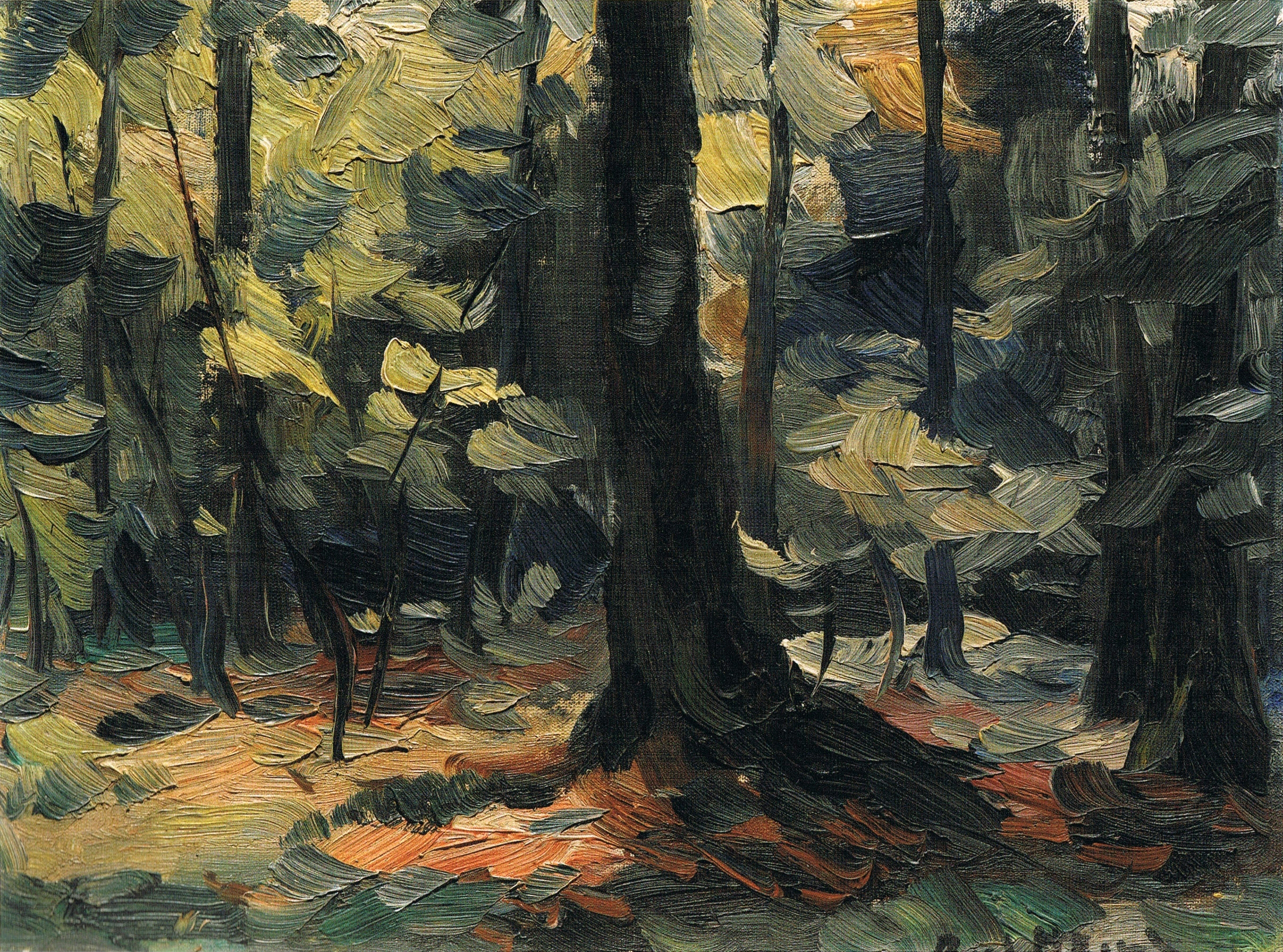
Vents au bois à Nassogne (1927)
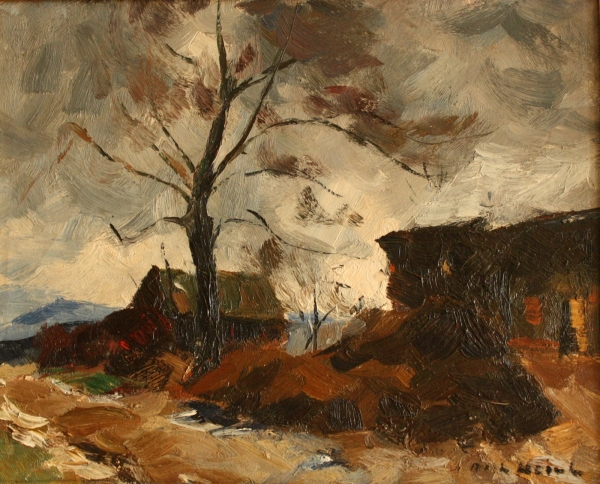
La ferme Colas à Nassogne (1928)
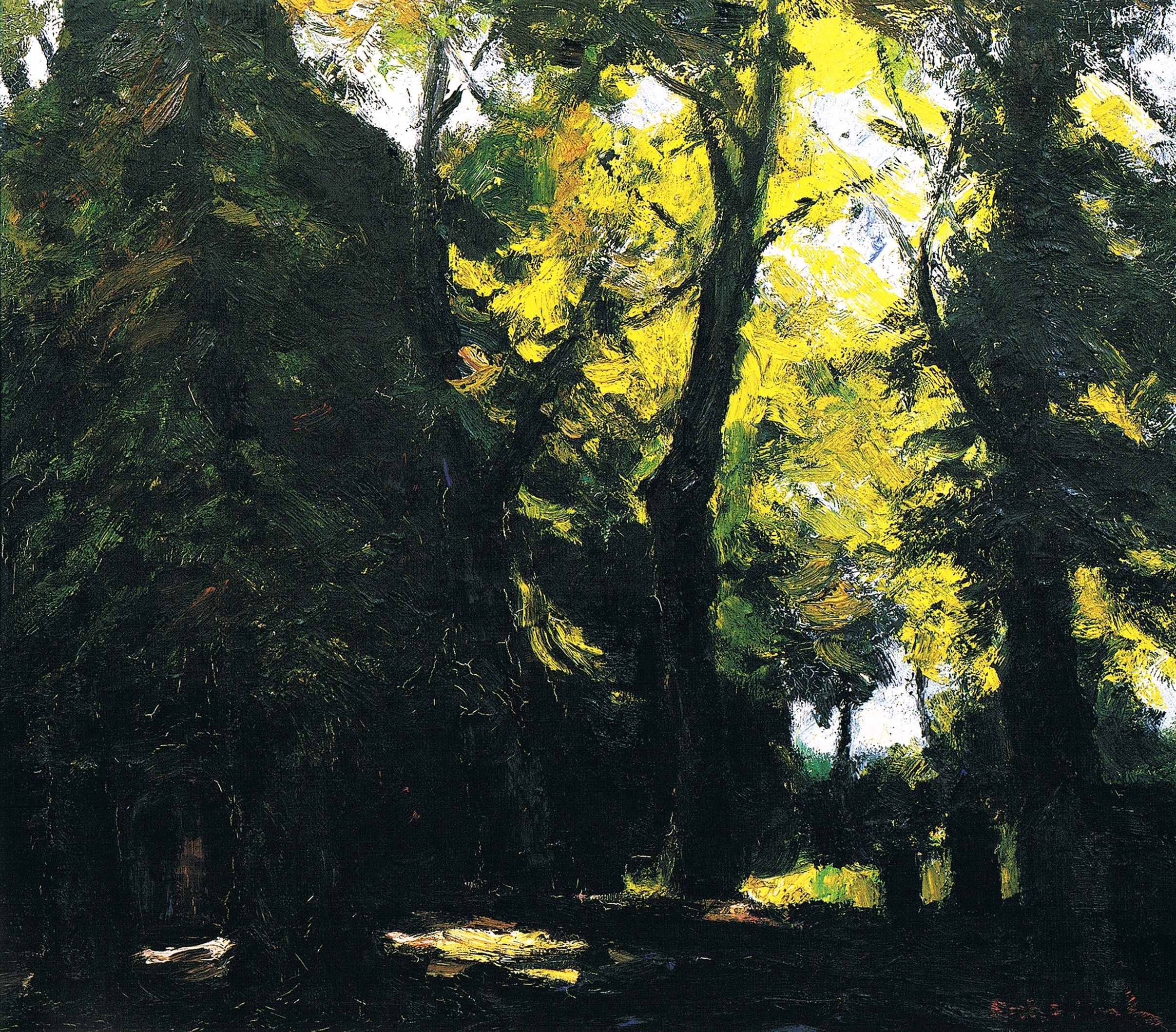
La collégiale de Nassogne (1928)
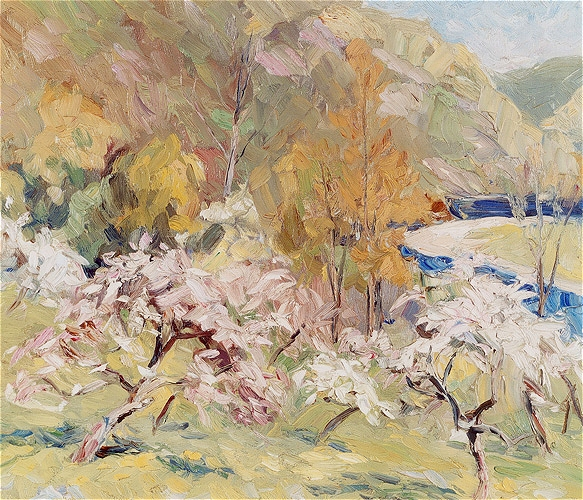
Le printemps à Sy (1929)

## Hommages
- Rue Richard Heintz, à Herstal.
- Rue Richard Heintz, à Liège.
- Rue Richard Heintz, à Nassogne.
- Rue Richard Heintz, à Sy, ( Ferrières).
- Monument Richard Heintz, à Sy, (Ferrières).
- Plaque commémorative de sa maison natale, au musée communal d'Herstal.
- Plaque commémorative sur la maison où il vécut rue Richard Heintz, à Nassogne.
- Plaque commémorative au rocher du Sabot, à Verlaine-sur-Ourthe.
- Buste de Richard Heintz de Louis Dupont au Musée de l'Art wallon, à Liège.